# 交通道徳協会
公益財団法人交通道徳協会（こうつうどうとくきょうかい）は、鉄道少年団をJRなどとともに運営し、鉄道を中心に道徳心とマナー向上を喚起する啓蒙活動を行う公益財団法人である。
本部は〒100-0005 東京都千代田区丸の内3丁目4番1号 新国際ビルヂング925。

## 概要と歴史
交通道徳協会は1946年(昭和21年)6月5日に設立された。1945年(昭和20年)8月15日の太平洋戦争後の交通機関の荒廃に、復員者、疎開者の引き揚げ、食糧事情のひっ迫による買い出し部隊の殺到などによる輸送力不足のため、交通道徳は大きく乱れた。この状況に対し憂慮した関谷龍吉が「秩序のある交通道徳の高揚を回復できないものか」と念願し、当時の交通協力会理事長の三輪眞吉を訪ね、その仲介で日本国有鉄道幹部や職員に働きかけ、理解と協力を得て設立を進めた。さらに当時の運輸省・文部省からも「日本人の交通道徳を高揚させるために……」と交通道徳協会設立の声が上がった。1946年(昭和21年)6月5日に交通道徳協会創立発起人会を開き、交通道徳協会が発足。1948年(昭和23年)5月4日に運輸大臣から「財団法人」の認可を受け、同年5月22日法人登録、「財団法人交通道徳協会」となった。
当初は運輸省・文部省・内務省などの後援のもと交通道徳実践運動の一環として小学校で巡回公演会を開催したのを皮切りに、交通復興交通展覧会・移動展覧会の開催、都下中学校生徒の交通安全教育運動など次代を担う青少年の交通道徳の高揚、健全育成に努めてきた。1953年(昭和28年)8月には全国の小学生を集めて「第1回公徳少年キャンプ」を開催、のちの「公徳キャンプ全国大会」となる。1960年(昭和35年)10月22日に「鉄道少年の会」を発足させ、1962年(昭和37年)12月1日に「鉄道少年団」と改称、現在もJR各社などとともに運営を続ける。1973年(昭和48年)からは日本国有鉄道と日本専売公社の協賛のもと「旅のニュー・マナー運動」を開始。日本国有鉄道がJRに、日本専売公社が日本たばこ産業となった現在も運動を続けている。
2011年(平成23年)9月1日に公益財団法人となり「公益財団法人交通道徳協会」となる。

## 事業目的

### 交通道徳の高揚
清潔で明るい旅行環境の実現を図ることを目的に、駅構内・旅客車ご利用の方々に乗車・喫煙のマナーをボード・啓発ポスター等により訴えることを通じて、マナーの向上・公徳心の高揚を図る。

### 鉄道少年団の育成
鉄道を愛する少年・少女の公徳心を涵養し、幼少の頃からその育成を図るため全国に鉄道少年団の活動の拠点を設置し、その活動の指導・総括を行い清掃等の実践や啓蒙活動・集団生活などの体験を行う。

## 事業内容
マナーキャンペーン
発足当時より交通道徳高揚の向上のためキャンペーンを行っている。1973年(昭和48年)からは日本国有鉄道(現在のJR各社)と日本専売公社(現在の日本たばこ産業(JT))の協賛のもと「旅のニュー・マナー運動」を開始。列車内や・駅構内での各種ポスターを制作し、掲出している。公共の場でのポイ捨て、タバコの吸い方、座席をゆずるなどの注意喚起ポスターを制作してきたほか、近年では音楽プレーヤーからの音漏れや歩きスマホについての注意喚起ポスターを作成し駅などに掲示している。
広報誌「明るい旅」の発行
全国鉄道少年団の紹介や活動状況、鉄道各社のマナー向上策、民間企業の社会貢献事業、各地のクリーン作戦等、交通道徳の高揚や社会貢献活動を紹介するとともに、鉄道沿線の歴史・文化等を掲載し、季節ごとに年4回発行している。1953年(昭和28年)1月から発行した機関誌「交通道徳」が前身にあり、その後改称され会員・鉄道少年団員・JR各社・学校などに配布している。2015年(平成27年)秋号より刷新され、フルカラーの広報として発行される。
鉄道少年団の運営